# چرخه حیات فناوری
چرخه حیات تکنولوژی (TLC) منفعت تجاری یک محصول در هزینهٔ مرحلهٔ تحقیقات و تولید و بازگشت مالی در حین «زندگی حیاتی» اش را توصیف می‌کند. بعضی تکنولوژی‌ها، مانند ساخت فولاد، کاغذ یا سیمان طول عمر زیادی دارند (با انواع کمتر در تکنولوژی که با زمان گنجانیده شده‌است) در حالی که در دیگر موارد، مانند محصولات دارویی و الکتریکی، طول عمر ممکن است بسیار کوتاه باشد.
TLC همراه با محصول یا سرویس تکنولوژیکی با چرخه حیات محصول (PLC) که در مدیریت چرخه حیات محصول درگیر می‌شود، تفاوت دارد. دومی با زندگی یک محصول در بازار با توجه به زمان‌بندی معرفی، اندازه‌های بازاری و هزینه‌های تجارتی درگیر است. تکنولوژی ای که محصول بر مبنای آن است (برای مثال، چای طعم دار خاص) ممکن است که کاملاً حاشیه‌ای باشد اما فرایند ساخت و مدیریت زندگی‌اش به عنوان یک محصول مارک دار بسیار متفاوت خواهد بود.
چرخه حیات تکنولوژی به زمان و هزینهٔ ساخت تکنولوژی، جدول زمانی هزینه بازسازی و حالت‌های تولید تکنولوژی برای اینکه سود مناسب نسبت به هزینه و خطر پذیرفته شده به‌دست آید، مرتبط است. TLC ممکن است که در حین گردشش توسط حق تثبیت اختراع و علامت‌های تجاری که به‌دنبال طولانی کردن گردش و گرفتن حداکثر سود از آن می‌باشند، محافظت شود. محصول تکنولوژی ممکن است که فقط یک کالا مانند پلاستیک پلی اتیلن یا یک محصول پیچیده مانند ICهایی که در تلفن‌های هوشمند استفاده می‌شوند، باشد.
توسعهٔ یک محصول یا فرایند رقابتی می‌تواند تأثیر اصلی روی طول عمر تکنولوژی بگذارد و آن را کوتاه‌تر کند. به همان اندازه، کمبود حقوق مالکیت عقلانی در طول دعوی قضایی یا کمبود عناصر مخفیانهٔ آن (اگر وجود دارد) در طول کسری‌هایش همچنین ممکن است برای کاهش طول عمر تکنولوژی کار کند؛ بنابراین واضح است که مدیریت TLC جنبهٔ مهمی در توسعهٔ تکنولوژی می‌باشد. در آسان‌ترین قاعده سازی نوآوری می‌تواند ترکیبی از تحقیقات، تولید، نمایش و توسعه باشد.
اکثر تکنولوژی‌های جدید یک چرخه حیات بلوغ تکنولوژی مشابه را دنبال می‌کنند که بلوغ تکنولوژیکی یک محصول را تشریح می‌کند. این با یک چرخه حیات محصول یکسان نیست، بلکه برای یک تکنولوژی کامل یا یک نسل تکنولوژی استفاده می‌شود.
اتخاذ تکنولوژی متداول‌ترین پدیده‌ای است که تکامل صنعت‌ها را به همراه چرخه حیات صنعت اداره می‌کند. بعد از گسترش استفاده‌های جدید از منابع، آن‌ها به تمام کردن بهره‌وری این فرایندها می‌رسند، تولیدهایی که در ابتدا آسان‌تر و بزرگتر هستند و در طول زمان به‌طور طاقت فرسایی سخت می‌شوند، همان‌طور که تکنولوژی بالغ تر می‌شود.

## چهار مرحلهٔ چرخه حیات تکنولوژی
1. مرحلهٔ تحقیقات و توسعه (R&D)، وقتی که درآمدها از ورودی‌ها منفی هستند و جایی که پیش‌بینی بینی امکان عدم موفقیت بالا است.
2. مرحلهٔ ترقی، وقتی که هزینه‌های پرداخت شده از جیب بازیابی شده‌اند و تکنولوژی شروع می‌کند به وسیلهٔ رفتن فراتر از مرحلهٔ اول در TLC، قدرت جمع می‌کند.
3. مرحلهٔ بلوغ، وقتی که سود زیاد و ثابت است و قلمرو، که به اشباع می‌رسد، توسط M علامت گذاری شده‌است.
4. مرحلهٔ سقوط، بعد از این نقطه بهره‌مندی‌ها و استفاده از این تکنولوژی کاهش می‌یابد.

منحنی اس
شکل چرخه حیات تکتولوژی اغلب به عنوان یک منحنی اس  ابلاغ شده‌است.

## دینامیک چشم‌انداز تکنولوژی
معمولاً برانگیختگی تکنولوژی در ابتدای هر تکنولوژی جدید وجود دارد، اما تنها بعد از اینکه زمانی گذشته‌است می‌توان بدون برانگیختگی قضاوت شود. به دلیل طبیعت منحنی منطقی اتخاذ تکنولوژی، دیدن در مراحل اولیهٔ سخت است هر چند که این برانگیختگی بیش از حد باشد.
دو خطا به‌طور متداول در مراحل اولیهٔ تولید یک تکنولوژی پیش می‌آید:
- جا دادن یک منحنی نمایی در اولین مرحلهٔ منحنی رشد و فرض اینکه رشد نمایی دائمی است.
- جا دادن یک منحنی خطی در اولین مرحلهٔ منحنی رشد و فرض اینکه تاییدیهٔ تکنولوژی جدید ناامیدکننده است.

مشابهاً در مراحل آخر، اشتباهات متضادی مرتبط به امکان بلوغ تکنولوژی و اشباع بازار ممکن است که پیش بیاید.
اتخاذ تکنولوژی معمولاً در یک منحنی اس، همان‌طور که در انتشار تئوری نوآوری مدل سازی شده بود، اتفاق می‌افتد. این به این خاطر است که مشتری‌ها به محصولات جدید به روش‌های متفاوتی واکنش نشان می‌دهند. انتشار تئوری نوآوری، توسط اورت راجرز، ثابت کرد که مردم سطوح متفاوتی از آمادگی برای اتخاذ نوآوری‌های جدید را دارند و ویژگی‌های یک محصول بر اتخاذ کلی تأثیر می‌گذارد. راجرز افراد را به ۵ گروه دسته‌بندی کرد: پیشروها، پذیرندگان سریع، اکثریت سریع، اکثریت کند و عقب ماندگان. از لحاظ منحنی S، پیشروها ۲٫۵ درصد، پذیرندگان سریع ۱۳٫۵ درصد، اکثریت سریع ۳۴ درصد، اکثریت کند ۳۴ درصد و عقب ماندگان ۱۶ درصد را اشغال می‌کنند.
چهار مرحلهٔ چرخهٔ زندگی تکنولوژی این‌ها هستند:
- مرحلهٔ نوآوری: این مرحله تولد یک محصول جدید را به نمایش می‌گذارد، مادهٔ فرایند که از فعالیت‌های R&D نتیجه می‌شود. در آزمایشگاه‌های R&D، ایده‌های جدید وابسته به کسب نیازها و فاکتورهای علمی ایجاد می‌شوند. وابسته به تخصیص منابع و همچنین عنصر تغییر، زمانی که در مرحلهٔ نوآوری و همین‌طور در مراحل بعدی گرفته می‌شود به‌طور گسترده‌ای تغییر می‌کند.
- مرحلهٔ پیوند: این مرحله ارائه و تجارتی کردن یک تکنولوؤی جدید مانند محصول، ماده یا فرایند را با پتانسیل زیاد برای استفادهٔ بلافاصله به نمایش می‌گذارد. بسیاری ار نوآوری‌ها در آزمایشگاه‌های R&D نگه داشته می‌شوند. تنها درصد بسیار کمی از آین‌ها تجاری شده‌اند. تجاری کردن خروجی‌های تحقیقات وابسته به فاکتورهای فنی و همین‌طور غیر فنی و اکثراً اقتصادی می‌باشد.
- مرحلهٔ انتشار: این نفوذ بازاری یک تکنولوژی جدید را در قبولی نوآوری به وسیلهٔ کاربران بالقوهٔ تکنولوژی به نمایش می‌گذارد. اما فکتورهای جانبی عرضه و درخواست به‌طور مشترک بر میزان انتشار تأثیر می‌گذارند.
- مرحلهٔ جانشینی: این مرحلهٔ آخر، کاهش در استفاده گسترش احتمالی یک تکنولوژی، به علت تعویض با تکنولوژی دیگر را به نمایش می‌گذارد.

## اینرسی‌ شرکت‌های مستقر
در دنیای پویای کسب‌وکار، پیشی گرفتن از رقبا اغلب وابسته به نوآوری است. سازمان‌ها به‌طور مداوم به‌دنبال راه‌های جدید برای رشد خود هستند، اما چه اتفاقی می‌افتد وقتی که این رشد موجب تهدید محصولات موجود آنها می‌شود؟ این معما به عنوان اینرسی وضع موجود شناخته می‌شود. این ترس از اختلال محصولات فعلی با نوآوری‌ها‌ی جدید است و اغلب منجر به چیزی به نام «اجتناب از همجنس‌خواری» (به انگلیسی: cannibalization avoidance) می‌شود.
«اینرسی وضع موجود» (به انگلیسی: incumbent inertia) عبارت است از تردید دائمی در سازمان‌های مستقر برای ایجاد اختلال در محصولات یا خدمات فعلی خود، حتی زمانی که فرصت‌ها یا پیشرفت‌های جدیدی پیش روی سازمان وجود دارد.
در صورتی که سازمان مجاری ارتباطی و اطلاعاتی پیرامون خود را قطع کند، از تحولات محیط اطراف خود آگاه نمی‌شود و این امر موجب نابودی سازمان می‌گردد و عدم انعطاف پذیری این اجازه را به سازمان و افراد آن نمی‌دهد که خود را با تغییرات محیطی تطبیق دهند و در پی آن اینرسی سازمانی به‌وجود می آید.

### علل اینرسی وضع موجود
1. ترس از همجنس‌خواری (به انگلیسی: fear of cannibalization): یکی از محرک‌های اصلی اینرسی وضع موجود، ترس از یک محصول جدید است که فروش و موفقیت محصولات موجود را همجنس‌خوار می‌کند.
2. فرهنگ سازمانی (به انگلیسی: organizational culture): فرهنگ سازمانی نقش مهمی در تداوم اینرسی وضع موجود دارد. شرکت‌هایی که ثبات را بر نوآوری ترجیح می‌دهند ممکن است به‌طور ناخواسته خلاقیت را سرکوب کنند و کارکنان را از ریسک کردن منصرف سازند.
3. تمرکز کوتاه مدت (به انگلیسی: short-term focus): سازمان‌هایی که تحت فشار برای دستیابی به اهداف مالی کوتاه مدت هستند، ممکن است محصولات فعلی خود را اولویت بندی کنند، حتی به قیمت رشد در بلندمدت.
4. خطای هزینه از دست رفته (به انگلیسی: sunk costs fallacy): سازمان‌ها اغلب در کنار گذاشتن محصولات قدیمی خود به‌دلیل هزینه از دست رفته تردید می‌کنند و گمان می‌کنند به‌دلیل سرمایه‌گذاری قابل توجهی که در گذشته انجام داده‌اند باید به‌همین وضع ادامه دهند.
5. اختلال در بازار (به انگلیسی: market disruption): سازمان‌هایی که در پذیرش نوآوری شکست می‌خورند با عواقب قابل توجهی از جمله از دست دادن سهم بازار و رقابت مواجه می‌شوند.